# Journal of Fluorine Chemistry
Das Journal of Fluorine Chemistry, abgekürzt J. Fluor. Chem., ist eine wissenschaftliche Fachzeitschrift, die vom Elsevier-Verlag veröffentlicht wird. Die erste Ausgabe erschien im Jahr 1971. Derzeit erscheint die Zeitschrift mit zwölf Ausgaben im Jahr. Es werden Artikel veröffentlicht, die sich mit Fragen der Chemie und der Anwendung von Fluor beschäftigen.
Der Impact Factor lag im Jahr 2019 bei 2,332. Nach der Statistik des ISI Web of Knowledge wurde das Journal 2014 in der Kategorie anorganische Chemie an 19. Stelle von 44 Zeitschriften und in der Kategorie organische Chemie an 31. Stelle von 57 Zeitschriften geführt.